# Josh Stolberg
Josh Stolberg (* 7. März 1971 in Columbia, South Carolina) ist ein US-amerikanischer Regisseur und Drehbuchautor.

## Karriere
Stolberg machte seinen Abschluss 1996 an der University of Southern California. Anschließend fand Stolberg Anstellungen als Produktionsassistent bei Fernsehserien. In dieser Position arbeitete er u. a. von 1991 bis 1993 bei 47 Episoden an Parker Lewis – Der Coole von der Schule und 13 Episoden der TV-Produktion Lisa – Der helle Wahnsinn.
Im Jahr 1997 verfasste Stolberg sein erstes Drehbuch, für die Serie Liebling, ich habe die Kinder geschrumpft. Im Anschluss wirkte er an den Zeichentrickserien Simsalabim Sabrina und Avatar – Der Herr der Elemente ebenfalls am Drehbuch mit. Mit Kids in America gab Stolberg 2005 sein Regiedebüt, wofür er das Drehbuch schrieb und als Sicherheitsbeamter einen Cameo-Auftritt hatte. Er arbeitet seit den 2000er Jahren regelmäßig mit dem Drehbuchautor Pete Goldfinger zusammen, u. a. verantworteten die beiden die Drehbücher zu drei Filmen der Saw-Filmreihe, beginnend mit Jigsaw aus dem Jahr 2017.
Josh Stolberg ist Mitglied der WGA und ASCAP. Da er auch als Fotograf arbeitet, kann man seine Bilder in verschiedene Ausstellungen in Chicago und Hollywood sehen.

## Filmografie (Auswahl)
Drehbuch
- 1997–1998: Liebling, ich habe die Kinder geschrumpft (Honey, I Shrunk the Kids: The TV Show, Fernsehserie, zwei Episoden)
- 1999: Simsalabim Sabrina (Sabrina: The Animated Series, Fernsehserie, drei Episoden)
- 2005: Avatar – Der Herr der Elemente (Avatar: The Last Airbender, Fernsehserie, zwei Episoden)
- 2005: Kids in America
- 2007: Der Glücksbringer (Good Luck Chuck)
- 2009: Schön bis in den Tod (Sorority Row)
- 2010: Piranha 3D
- 2011: Conception
- 2012: Piranha 2 (Piranha 3DD)
- 2013: Crawlspace
- 2017: Jigsaw
- 2021: Saw: Spiral (Spiral: From The Book of Saw)
- 2023: Saw X

Regisseur
- 2005: Kids in America
- 2005: The Life Coach
- 2011: Conception
- 2013: Crawlspace
- 2013: Feel So Good
- 2014: The Hungover Games

## Privates
Josh Stolberg ist seit dem 15. September 2001 mit der Schauspielerin Leila Leigh verheiratet. Sie sind Eltern von zwei Jungen.